# Zohar Zasano
Zohar Zasano (hebräisch זוהר זסנו; * 21. November 2001 in Aschdod) ist ein israelischer Fußballspieler.

## Karriere
Zasano stammt aus einer jüdisch-äthiopischen Familie. Seine Karriere begann er bei
MS Aschdod, wo er im Jugendbereich aktiv war. 2019 gab er dort sein Profidebüt in der israelischen Premier League. Im Januar 2024 wechselte er zu Beitar Jerusalem.
Zasano wurde 2021 erstmals in die israelische U21-Nationalmannschaft berufen. Bisher absolvierte er 5 Länderspiele.